# Éditions Albin Michel

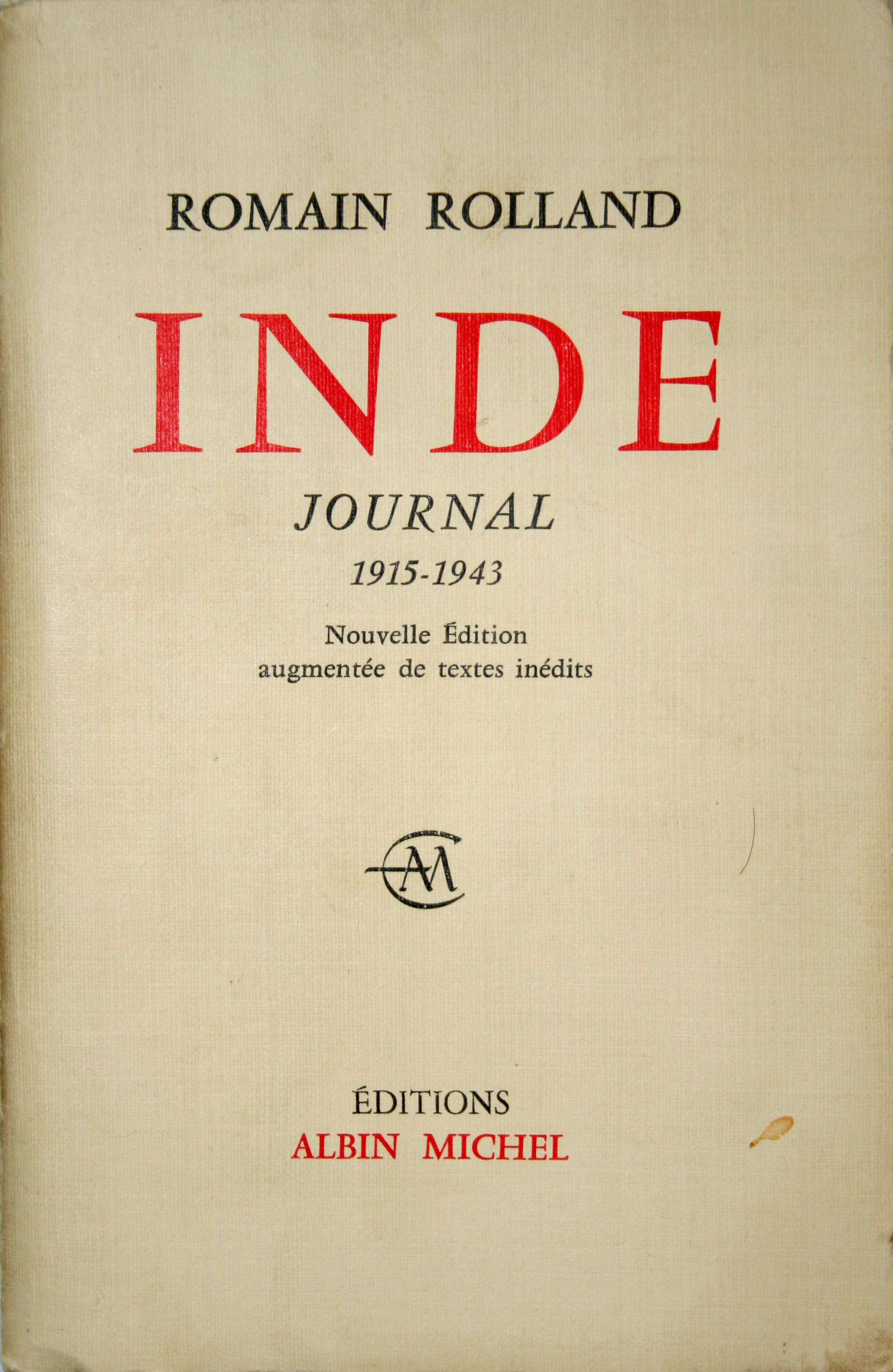
Inde, Journal 1915-1943, de Romain Rolland (1960).

Éditions Albin Michel es una editorial francesa independiente, fundada en 1900 por Albin Michel en París.

## Historia
Dirigida por Francis Esménard, presenta cada temporada tanto a autores consagrados como a jóvenes valores. Su escritor de cabecera y con mayor tirada es Amélie Nothomb, que publica un libro por año y siempre es de los más vendidos en Francia y en Bélgica.
Ha publicado, entre otros, a autores como Romain Rolland, Henri Barbusse, Roland Dorgelès, Henri Pourrat, Vercors, Robert Sabatier, and Didier Van Cauwelaert, Éric-Emmanuel Schmitt, Daphne du Maurier, Mary Higgins Clark, Stephen King o Thomas Harris.

## Críticas
En 2016, el diario Le Monde criticó la línea editorial de Éditions Albin Michel habida cuenta de los últimas novedades de la casa editorial, que presentaba títulos sin relevancia de autores polémicos y polemistas profesionales como Éric Zemmour, Philippe de Villiers, Patrick Buisson, o Robert Ménard.

## Grupo Albin Michel
El llamado Grupo Albin Michel cuenta con sellos como:
- Magnard
- Vuibert
- Sedrap
- Le Grand Livre du Mois
- De Vecchi
- Dervy
- Dilisco